# Улпијана
Улпијана (лат. Ulpiana), или Јустинијана Секунда (лат. Iustiniana Secunda), била је римски и рановизантијски град у провинцији Горњој Мезији. Њени остаци се простиру на површини од 70 ha на простору између Приштине, Грачанице и Липљана, на свега 1 km од манастира Грачаница. Археолошка истраживања локалитета започета 1954. године и даље трају, а најзначајнији досадашњи налази су:
- мермерна женска глава
- накит из тзв. Готског гроба
- позлаћене крстасте фибуле

Улпијана се налази под заштитом државе Србије као археолошко налазиште од изузетног значаја, али је њен статус крајње нејасан, како услед саме политичке ситуације у јужној српској покрајини, тако и услед чињенице да су приватна лица власници земљишта на коме налазе њени остаци.

## Прошлост Улпијане
Не зна се са сигурношћу када је основана Улпијана, али је то највероватније било током владавине цара (Марка Улпија Нерве) Трајана (98—117). Већ средином II века је добила статус муниципијума, а у III веку се у њој налазио римски прокуратор. Ранохришћански светитељи Флор и Лавр, били су каменоресци из Улпијане, који су према хришћанском предању, због своје вере бачени у бунар. Касније је град постао седиште епископа који се помињу на саборима у Сердици (Сердички) 343. године (Македоније) и Цариграду (V васељенски) 553. године (Павле). Иако је град био опасан бедемима широким и по три метра, ојачаним кулама у облику потковице смештеним на раздаљинама од по тридесетак метара, Готи су га опустошили 471. године. Пола века касније, Улпијана је 518. године сравњена са земљом у великом земљотресу. Град је након тога обновио византијски цар Јустинијан I (527—565), по коме је град и назван Јустинијана Секунда, за разлику од Јустинијане Приме, код данашњег Лебана.

## Археолошка истраживања и налази
Систематска археолошка истраживања Улпијане започета су 1954. године и обухватају атаре села:
- Грачаница
- Лапље Село
- Сушице
- Ливађе

а на самом налазишту је утврђено постојање шест слојева. Међу откривеним грађевинама се издваја она у којој је пронађен велики мермерни саркофаг, док је стара Липљанска црква подигнута у XIII веку на темељима цркве из Јустинијановог доба. Поред остатака грађевина, пронађен је и већи број керамичких и стаклених предмета, затим накит, оруђе и оружје, али и предмети и из познијих епоха, попут делова словенске грнчарије.